# Franciscus Baur
Franciscus Johanna Frank Baur, alias Aran Burfs, né le 20 juin 1887 à Vilvorde et décédé le 9 janvier 1969 à Waesmunster est un homme politique belge, membre du CVP.
Baur fut docteur en lettres et philologie (1920) et professeur à l'université de Gand (1927-31), titulaire de la chaire de didactique, littérature européenne et histoire littéraire (1932-57).
Il fut élu sénateur de l'arrondissement de Gand-Eeklo (1946-54).